# نيل فيشر
نيل فيشر (بالإنجليزية: Neil Fisher)‏ (7 نوفمبر 1970 في المملكة المتحدة - ) هو لاعب كرة قدم بريطاني في مركز الوسط. لعب مع بولتون واندررز ونادي بالا تاون ونادي بانغور سيتي ونادي كوناهس كواي ونادي هايد إف سي ونادي تشستر سيتي وليه جنيسيس ‏.

## وصلات خارجية
- نيل فيشر على موقع قاعدة بيانات كرة القدم.إي يو (الإنجليزية)
- نيل فيشر على موقع Soccerbase.com (لاعب) (الإنجليزية)